# 分裂 (生物学)
生物学における分裂（ぶんれつ、英: fission）とは、一つの実体が二つ以上の部分に分割され、それらの部分が元の実体と似た別々の実体に再生されることである。一般に、分裂を起こす対象は細胞を指すが、この用語は生物、身体、個体群、または生物種がどのように個別の部分に分割するかを指すこともある。分裂には、一つの生物が二つの部分を生み出す二分裂（英: binary fission）と、一つの実体が多数の部分を生み出す多分裂（英: multiple fission）がある。

## 二分裂

桿菌の細胞増殖 (細胞伸長) と二分裂の模式図。青と赤の線はそれぞれ古い細胞壁と新しく生成された細胞壁を示す。
(1) 菌体中央で成長するもの。たとえば枯草菌(Bacillus subtilis)、大腸菌(Escherichia coli)など。
(2) 先端成長 (頂端生長) するもの。たとえばジフテリア菌(Corynebacterium diphtheriae)など。これは細菌増殖である。

古細菌と細菌のドメインに属する生物は二分裂で生殖する。この無性生殖や細胞分裂の形態は、真核生物内のいくつかの細胞小器官（ミトコンドリアなど）でも使用されている。二分裂は、生きた原核細胞または細胞小器官を、それぞれが元の大きさまで成長する可能性を持った、二つの部分に分割することによって生殖をもたらす。

### 原核生物の分裂
はじめに単一のDNA分子が複製され、それぞれの複製が細胞膜の異なる部分に付着する。細胞が引き離され始めると、複製された染色体と元の染色体が分離する。この無性生殖の結果は、すべての細胞が遺伝的に同一であること、つまり（ランダム変異を除いて）同じ遺伝物質を持つことになる。真核細胞が使用する有糸分裂や減数分裂の過程とは異なり、二分裂は細胞上に紡錘体を形成することなく行われる。有糸分裂と同様に（そして減数分裂とは異なり）、親同一性は失われない。

#### FtsZ依存性分裂の過程

原核生物の二分裂

FtsZは、真核生物の有糸分裂時に使われる微小管細胞骨格を構成するβ-チューブリンとホモログ（相同）である。FtsZは、細菌において、将来の分裂部位に局在する最初のタンパク質と考えられており、FtsZ結合タンパク質によって固定されたZリングを形成し、2つの娘細胞間の分裂面を規定する。MinCとMinDは分裂阻害剤としての機能を併有し、FtsZリングの形成を阻害する。MinEは細胞中央でMinCD活性を停止させ、FtsZが二分裂を引き継げるようにする。
具体的には、次の段階で行われる。
1. 二分裂前の細菌は、DNAがしっかりとコイル状に巻き付いている。
2. 細菌のDNAのコイルがほどけ、複製される。
3. DNAは、分裂の準備のためにサイズが大きくなるにつれて、細菌の別々の極に引き寄せられる。
4. 新しい細胞壁の成長が細菌を分離し始める（FtsZ重合と「Zリング」形成が引き金となる）[7]。
5. 新しい細胞壁（隔壁（英語版））が完全に発達し、細菌が完全に分裂する。
6. 新しい娘細胞は、しっかりと巻き付いたDNAロッド、リボソーム、プラスミドを持つ。
7. これらは今や真新しい生物となる。

L型菌と呼ばれる細胞壁を作らないように操作された細菌の研究から、FtsZが機能するためには細胞壁が必要であることが示された。自然に細胞壁を作らない細菌がどのように分裂するかについてはほとんどわかっていないが、L型の出芽のような突出して分離する分裂過程に似ていると考えられている。

#### FtsZ依存性分裂の速度
二分裂の速度は一般に急速であるが、生物種によって異なる。大腸菌（E. coli）の場合、細胞分裂は通常37 ℃で約20分ごとに起こる。新しい細胞はその後、自ら二分裂を行うので、二分裂にかかる時間は、細菌培養物が細胞数を倍増させるのに要する時間でもある。したがって、この期間は倍加時間と呼ぶことができる。大腸菌以外の菌種でも、倍加時間が速いものや遅いものがあり、結核菌（Mycobacterium tuberculosis）の中には、100時間近い倍加時間を持つ菌株もある。細菌の増殖は、利用可能な栄養や空間などの要因によって制限されるため、細菌培養物が増殖の静止期に入ると、二分裂はより低い速度はで起こる。

#### 古細菌の場合
テルモプロテオータ（Thermoproteota、以前はクレン古細菌門、Crenarchaeota）は細胞壁もFtsZ機構も持たない。これらは、真核生物のESCRT-III系（Cdvとしても知られる）の原始的なバージョンを使用して、もうすぐ娘細胞になる2つの細胞の真ん中に入ることで膜を操作して分割する。ユーリ古細菌門（Euryarchaeota、ユリアーキオータ門）は細菌と同じようにFtsZを使用する。

### 細胞小器官の分裂
真核細胞内のいくつかの小器官は、二分裂を使用して生殖する。ミトコンドリア分裂は、細胞が活発に有糸分裂を行っていないときでも細胞内で頻繁に起こり、これは細胞代謝の調節に必要である。すべての葉緑体と一部のミトコンドリア（動物にはない）も、細菌の内部共生に由来する細胞小器官であり、細菌に似た方法でFtsZを使用している。

### 二分裂の種類
生物における二分裂は、不規則分裂、縦分裂、横分裂、斜分裂（つまり左斜位と右斜位）の4種類がある。
不規則（irregular）
この分裂では、細胞質分裂はどの平面に沿ってでも起こりうるが、常に有糸核分裂の平面に対して垂直である。例：アメーバ
縦方向（longitudinal）
細胞質分裂は縦軸に沿って行われる。例：ミドリムシのような鞭毛虫
横方向（transverse）
細胞質分裂は横軸に沿って行われる。例：ゾウリムシのような繊毛原生動物
斜め（oblique）
この型式の二分裂では、細胞質分裂は斜めに起こる。例：ケラチウム
二分裂とは「2つに分かれる」という意味である。これは、無性生殖のもっとも単純で一般的な方法である。

## 多分裂

### 原生生物の分裂
細胞レベルでの多分裂は、胞子虫や藻類のような多くの原生生物で起こる。親細胞の核が無糸分裂によって数回分裂し、いくつかの核を生成する。その後、細胞質が分離し、複数の娘細胞が生まれる。
寄生生物の中には、多分裂のような過程を経て、一つの親細胞から多数の娘細胞を生成する単細胞生物もある。ヒト寄生生物であるブラストシスチス・ホミニス（Blastocystis hominis）の分離株は、4-6日以内にこのような過程を開始することが観察された。魚類寄生生物であるトリパノソーマ・ボレリ（Trypanosoma borreli）の細胞も、二分裂と多分裂の両方に関与していることが観察されている。

#### アピコンプレクサの分裂
寄生原生生物門のひとつであるアピコンプレクサ類の場合、シゾゴニー（schizogony）と呼ばれる多分裂は、メロゴニー（merogony）・スポロゴニー（sporogony）・ガメトゴニー（gametogony）のいずれかとして現れる。メロゴニーは、同じ細胞膜内で発生する複数の娘細胞であるメロゾイトを生じ、スポロゴニーはスポロゾイトを生じ、ガメトゴニーは微小配偶子を生じる。

#### 緑藻類の分裂
緑藻類は2つを超える娘細胞に分裂する場合がある。娘細胞の正確な数は藻の種類によって異なり、温度と光の影響を受ける。

### 細菌の多分裂
ほとんどの細菌種は主に二分裂で生殖する。細菌のいくつかの種やグループも多分裂を起こすことがあり、時には胞子の形成で始まったり、終わったりする。モルモットに共生するメタバクテリウム・ポリスポラ（Metabacterium polyspora）という種は、分裂ごとに複数の内生胞子を形成することが発見されている。シアノバクテリアのいくつかの種も多分裂によって生殖することが判明している。

## 断裂
原生動物の中には、断裂（英: plasmotomy、プラスモトミー）と呼ばれるさらに別の分裂機構で生殖するものもある。この種類の分裂では、多核性（英: multinucleate）の成体の親細胞が細胞質分裂を起こし、2つの多核性または多核体（英: coenocyte）の娘細胞を生成する。こうして生成した娘細胞は、さらに有糸分裂を行う。
オパリナ（Opalina）とペロミキサ（Pelomyxa）はこのようにして生殖する。

## クローン分裂
多細胞生物または群体性生物における分裂（英: fragmentation）は、無性生殖またはクローニングの一形態であり、生物が断片に分割される。これらの断片はそれぞれ、元の生物のクローンである成熟した個体に成長する。棘皮動物では一般的に、この生殖方法は分裂増殖（英: fissiparity）として知られている。

## 集団分裂
単一の個体集団が個別の部分に分割することは集団分裂（英: population fission）と呼ばれ、分裂と見なすことがある。集団は、移動や地理的隔離などさまざまな理由で分裂する可能性がある。分裂は新たに孤立した、より小さな集団の遺伝的変異（英: genetic variance）をもたらすので、集団分裂は種分化（英: speciation）の前兆となりうる。

## 参照項目
- 細胞質分裂 - 真核生物の細胞分裂
- ディビソーム（英語版） - 細菌の細胞分裂を開始するタンパク質複合体
- 分裂・融合社会（英語版） - 霊長類に顕著な社会組織の一種
- ミトコンドリア融合（英語版） - ミトコンドリア分裂の逆
- 有糸分裂 - 複製された染色体が2つの新しい核に分離する細胞周期の一部
- 異分割（英語版）（パラトミー） - 前後軸に垂直な面内で生物が分裂する動物の無性生殖の一形態
- 種分化 - 個体群が進化して別個の種となる進化の過程
- 細胞骨格 - 細胞質に存在するタンパク質フィラメントが相互に連結したネットワーク